# Uta no Uta: One Piece Film Red
Uta no Uta: One Piece Film Red (Originaltitel: ウタの歌 One Piece Film Red) ist ein Soundtrack-Album der japanischen Sängerin Ado, das am 10. August 2022 über Virgin Music erschien und alle Titel des Kinofilms One Piece Film Red enthält, in der die Sängerin dem Charakter Uta ihre Stimme leiht.
Das Album umfasst acht Stücke und hat eine Spielzeit von knapp 31 Minuten. Uta no Uta erreichte auf Anhieb Platz zwei in den offiziellen japanischen Albumcharts und erhielt für eine viertel Millionen verkaufter Einheiten eine Platin-Schallplatte. Mit der Veröffentlichung des Albums gelang Ado der internationale Durchbruch, nachdem es in mehreren internationalen Musikcharts, darunter in Frankreich, Wallonien, Spanien und in den Heatseekers Charts des Magazins Billboard einsteigen konnte.

## Hintergrund und Produktion
Am 8. Juni 2022 wurde die Produktionsbesetzung für den fünfzehnten Kinofilm des One-Piece-Franchise, Film Red, der Öffentlichkeit vorgestellt. In dieser Ankündigung wurde bekannt, dass Ado die Gesangsstimme des Charakters Uta beisteuern würde, während Synchronsprecherin Kaori Nazuka Uta ihre Stimme abseits des Gesangs verleiht.
Zudem wurde das Uta Project angekündigt. Dabei handelte es sich um eine Reihe musikalischer Zusammenarbeiten zwischen der Sängerin Ado und diversen Musikproduzenten wie Mrs. Green Apple, Hiroyuki Sawano oder Yuta Orisaka, die in einem Zeitraum zwischen dem 15. Juni und dem 24. August 2022 als Musikvideos veröffentlicht wurden. Weitere an dem Album involvierte Produzenten waren Vaundy, Fake Type, Motoki Ōmori, Tophamhat-Kyo und Canon.
Das Album wurde in den Victor Studios in Shibuya, dem HeartBeat in Setagaya, den Sound City Studios in Tokio und im Onkio Haus in Ginza eingespielt. Das achte Stück, Bink’s Sake, welches von One-Piece-Schöpfer Eiichirō Oda getextet wurde, wurde als Bonustitel auf der limitierten Version des Albums hinzugefügt.

## Veröffentlichungen
Am 8. Juni 2022 wurde mit New Genesis die erste Single zum Album veröffentlicht. Weitere Singles folgten am 22. Juni und dem 6. Juli mit I’m Invincible und Backlight mitsamt Musikvideo herausgebracht.
Im Rahmen des Uta Project wurden zwischen dem 15. Juni und dem 24. August 2022 weitere Musikvideos zu den übrigen Stücken veröffentlicht. Das Album selbst erschien am 10. August 2022 als CD, Musikdownload und Musikstreaming.

## Titelliste
| Nr. | Titel (Japanisch) | Titel (Romanisiert) | Titel (Englisch)         | Komponist        | Songwriter      | Produzent | Länge |
| --- | ----------------- | ------------------- | ------------------------ | ---------------- | --------------- | --------- | ----- |
| 1   | 新時代            | Shin Jidai          | New Genesis              | Yasutaka Nakata  | Yasutaka Nakata | Nakata    | 3:49  |
| 2   | 私は最強          | Watashi wa Saikyō   | I’m Invincible           | Mrs. Green Apple | Motoki Ōmori    | Ōmori     | 4:17  |
| 3   | 逆光              | Gyakkō              | Backlight                | Vaundy           | Vaundy          | Vaundy    | 3:57  |
| 4   | ウタカタララバイ  | Utakata Rarabai     | Fleeting Lullaby         | Fake Type        | Tophamhat-Kyo   | Fake Type | 2:53  |
| 5   | –                 | Tot Musica          | Tot Musica               | Hiroyuki Sawano  | Canon           | Sawano    | 3:16  |
| 6   | 世界のつづき      | Sekai no Tsuzuki    | The World’s Continuation | Yuta Orisaka     | Yuta Orisaka    | Orisaka   | 4:48  |
| 7   | 風のゆくえ        | Kaze no Yukue       | Where the Wind Blows     | Motohiro Hata    | Motohiro Hata   | Hata      | 4:33  |
| 8   | ビンクスの酒      | Binkusu no Sake     | Bink’s Sake              | Kohei Tanaka     | Eiichirō Oda    | Nishi-ken | 3:27  |

## Kommerzieller Erfolg
Wie der Vorgänger Kyōgen, das Anfang gleichen Jahres veröffentlicht wurde, avancierte Uta no Uta zu einem kommerziellen Erfolg: Bereits in der ersten Verkaufswoche wurden knapp 105.000 Einheiten des Albums in Japan verkauft, wodurch das Album auf Platz zwei in den japanischen Albumcharts von Oricon einsteigen konnte. Auch außerhalb Japans schaffte das Album Notierungen in den offiziellen Charts, darunter in Frankreich, Wallonien und Spanien. In den Vereinigten Staaten wurde ein Einstieg in den offiziellen Albumcharts zwar verpasst, allerdings erreichte das Album Platz neun in den Heatseekers Charts.
Bereits die Singleauskopplungen waren vor allem in Japan erfolgreich. So platzierten sich die drei Singles in der Woche des 17. August 2022 auf den ersten drei Plätzen der Billboard Japan Hot 100. Eine Woche darauf erreichten sechs Lieder des Albums die Top Ten der Charts. Das Lied New Genesis erreichte zudem Platz eins der Global Hot 100 von Apple Music als erstes japanischsprachiges Lied überhaupt.
Bei den MTV Video Music Awards Japan 2022 erhielt New Genesis eine Auszeichnung in der Kategorie Lied des Jahres. Infolge des musikalischen Erfolges erhielt Ado einen Plattenvertrag mit Geffen Records.

### Auszeichnungen für Musikverkäufe
| Land/Region  | Auszeichnungen für Musikverkäufe (Land/Region, Auszeichnung, Verkäufe) | Verkäufe |
| ------------ | ---------------------------------------------------------------------- | -------- |
| Japan (RIAJ) | Platin                                                                 | 250.000  |
| Insgesamt    | 1× Platin ·                                                            | 250.000  |

## Beteiligte Personen
Die Liste der beteiligten Personen wurde sowohl aus dem Beilageheftchen des Albums als auch von Tidal übernommen.
| Musiker (Gesang) - Ado – Gesang - Keisuke Oyama – Hintergrundgesang - Kenta Isohi – Hintergrundgesang - Mayumi Watanabe – Hintergrundgesang - Mika Akiba – Hintergrundgesang - Sak – Hintergrundgesang - Shiori Sasaki – Hintergrundgesang Produzenten - Yasutaka Nakata – Produktion, Songwriting - Motoki Ōmori – Produktion, Songwriting - Hiroyuki Sawano – Produktion, Songwriting - Vaundy – Produktion, Songwriting - Tophamhat-Kyo – Songwriting - Canon – Songwriting - Yuta Orisaka – Produktion, Songwriting - Motohiro Hata – Produktion, Songwriting - Kohei Tanaka – Songwriting - Eiichirō Oda – Songwriting Technische Mitarbeiter - Ken Ito – Arrangement (Hörner, Streichinstrumente, Aufnahme) - Daisuke Kadowaki – Arrangement (Streichinstrumente) - Yasutaka Nakata – Arrangement (Aufnahme) - Mrs. Green Apple – Arrangement (Aufnahme) - Vaundy – Arrangement (Aufnahme) - Dyes Iwasaki – Arrangement (Aufnahme) - Hiroyuki Sawano – Arrangement (Aufnahme) - Daisuke Kawaguchi – Arrangement (Aufnahme), Programming - Motohiro Hata – Arrangement (Aufnahme) - Tomi Yo – Arrangement (Aufnahme) - Nishi-ken – Arrangement (Aufnahme) | Musiker (Instrumente) - Shuhei Ito – Cello - Sonoko Muraoka – Cello - Hideyuki Kurakazu – Schlagzeug, Triangel, Tamburin - Natsuhiko Mori – E-Bass - Ryoka Fujisawa – Piano - Nobuhide Handa – Posaune - Tatsuhiko Yoshizawa – Posaune - Mei Mishina – Viola - Sumire Segawa – Viola - Anzu Suhara – Violine - Daisuke Yamamoto – Violine - Honoka Sato – Violine - Kon Shirasu – Violine - Sena Oshima – Violine, Viola - Shino Miwa – Violine - Tsukasa Nagura – Violine - Yuki Nakajima – Violine - Johngarabushi – E-Gitarre - Toshino Tanabe – E-Bass - Makoto Fujisaki – Schlagzeug - Hiroshi Iimuro – E-Gitarre - Hiroyuki Sawano – Keyboard, Piano - Daisuke Kawaguichi – Piano - Erika Aoyama – Streichinstrumente - Hirōmi Shitara – Akustikgitarre - Yu Suto – E-Bass - Noriyasu Kawamura – Schlagzeug - Hideyo Takakuwa – Flöte, Piccoloflöte | Musiker (Instrumente) - Tomoyuki Asakawa – Harfe - Otohiko Fujita – Hörner - Tomoyo Shoji – Hörner - Satoshi Shoji – Oboe - Ryoichi Kayatani – Perkussion - Tomi Yo – Piano - Koichiro Muroya – Streichinstrumente - Toshiyuki Muranaka – Cello - Nishi-ken – Piano - Daisuke Kadowaki – Violine - Daisuke Yamato – Violine - Uechang – E-Bass - Bobo – Schlagzeug - Taking – E-Gitarre - Junya Kondo – Alt-Saxophon |